# Jan Adriaan Joost Sloet tot Oldhuis
Jan Adriaan Joost, baron  Sloet tot Oldhuis (Zutphen, 19 oktober 1783 - Voorst, 2 mei 1859) was een telg van een zijtak van het adellijke geslacht Sloet van Kerssenberg. Hij was van 1818 -1825 schout/burgemeester van Apeldoorn, van 1824 -1844 lid van Provinciale Staten van Gelderland en van 1827-1851 districtscommissaris Over- en Middel-Veluwe.

## De Franse tijd
Via zijn oom had hij wat ervaring opgedaan in het plaatselijk bestuur, maar zijn carrière begon eigenlijk toen hij weigerde in 1813 op namens Napoleon Bonaparte het ambt van burgemeester van Voorst aan te nemen. Vanwege deze weigering werd hij in 1814 door Willem I verheven tot baron en was van 1815 tot 1817 Schout in Voorst. 

## Apeldoorn
Na een reorganisatie van het lokaal bestuur in Gelderland werd hij in 1818 schout van Apeldoorn onder zijn oom, die hoofdschout van Middel-Veluwe werd. Deze functie werd vanaf 1825 districtscommissaris genoemd. De financiën van Apeldoorn waren in de Franse tijd redelijk op orde geweest, maar aan het eind van deze tijd werd mede door een opsplitsing van Apeldoorn in aparte gemeenten Beekbergen, Loenen en Apeldoorn de financiële toestand precair. Het interim-bestuur van 1813 met rivaliserende burgemeesters maakte de situatie nog erger (dit was dus de burgemeesterspost waar Sloet in 1813 voor bedankt had). Rond 1820 had Sloet de financiën weer op orde, mede dankzij financiële steun van koning Willem I, die om het jaar op het Loo woonde. 

## Praktische zaken
Het landsbestuur van na 1815 kwam met allerlei nieuwe verordeningen. Sloet heeft kans gezien om die allemaal redelijk soepel door te voeren op de Veluwe, zoals het nieuwe muntstelsel, het metrieke stelsel, de bouwverordeningen en de bandveiligheidsvoorschriften.
Hij heeft veel bijgedragen aan de verbetering van de infrastructuur, het onderwijs en de armenzorg en was een groot kenner van de Veluwe. Hij stimuleerde het bevaarbaar maken van De Grift en wilde goede wegverbindingen met de rest van de provincie. Waar koning Lodewijk Napoleon een begin had gemaakt met een betere bereikbaarheid van Apeldoorn, via de weg van Amersfoort naar Deventer, liet Sloet geld vrijmaken voor ‘kunstwegen’ richting Arnhem en Zutphen. 

## Apeldoorns Kanaal

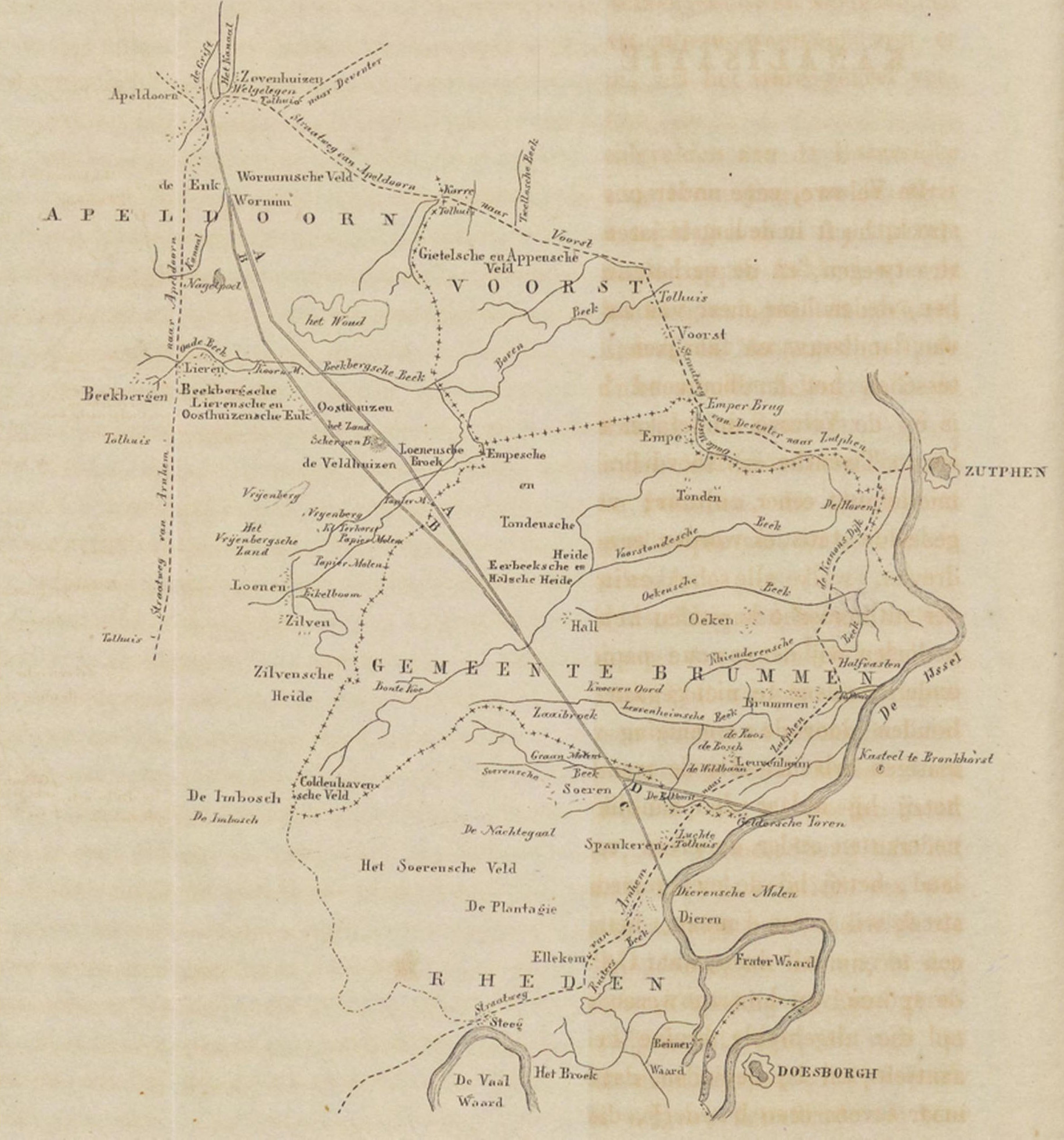
Plan voor doortrekken van het kanaal naar Dieren

Onverbloemd lobbyen bij Willem I heeft er ten slotte toe geleid dat met hulp van ’s konings financiële middelen Apeldoorns aansluiting met de rest van Gelderland voor jaren afdoende bleek. Hoogtepunt was wel de aanleg van het Apeldoorns Kanaal.  Ondernemend en landbouwend Apeldoorn kon hiermee jaren vooruit. Hij wilde al langer de Grift bevaarbaar maken, maar dat werd tegengewerkt door de eigenaren van de watermolens in de Grift. Toen is besloten om een kanaal te graven, vrijwel parallel aan de Grift. De opdracht werd verstrekt aan Hendrik Jan Lijsen, een beambte van Paleis Het Loo. Hij werd de bouwmeester van het kanaal van Apeldoorn naar Hattem, waarvan de aanleg 1825 in Apeldoorn werd begonnen. Het kanaal werd officieel geopend op 13 april 1829 en had toen zo’n fl. 300.000 gekost, grotendeels gefinancierd door de koning. Het kanaal kreeg oorspronkelijk de naam Griftkanaal. Het bleek later financieel geen succes te zijn, het onderhoud kostte meer dan de opbrengst van de sluis- en bruggelden. In 1858 is daarom begonnen om het kanaal door te trekken van Apeldoorn naar de IJssel bij Dieren. Dit stuk van het kanaal werd officieel geopend op 1 december 1868, een jaar voor het overlijden van Sloet. 
Hij wilde ook een kanaal graven van Katerveer (bij Zwolle) direct naar de Zuiderzee naar de toenmalige Drontherzeesluis. Het doel van dit kanaal was om hij hoge afvoer van de IJssel overstromingen bij Kampen en Zwolle te voorkomen. Hij schreef hier in 1861 een rapport over. Na 150 jaar is dit plan eigenlijk uitgevoerd. In het kader van het programma Ruimte voor de rivier is het Reevediep gegraven, dat vrijwel op de plaats van het door Sloet voorgestelde kanaal ligt.
Sloet had veel oog voor de kwaliteit van het lokaal bestuur. Hij legde zijn gedachten vast in artikelen dei vanaf 1839 in het Tijdschrift voor Staathuishoudkunde en Statistiek gepubliceerd werden. 
Vanwege zijn goede naam en steun van de inwoners werd hij in "revolutiejaar" 1848 na de grondwetsherziening gevraagd om lid te worden van de Tweede Kamer. Vanwege zijn leeftijd voelde hij daar weinig voor, en trok zit terug uit het publieke leven. Wel bleef hij tot zijn dood ijveren voor het doortrekken van het Apeldoorns kanaal naar Dieren. Hij stierf op 2 mei 1859 op 76-jarige leeftijd.
- Biografisch Portaal: 16503291
- International Standard Name Identifier: 0000 0003 9524 7243
- Virtual International Authority File: 289869632